# Palacio Pío

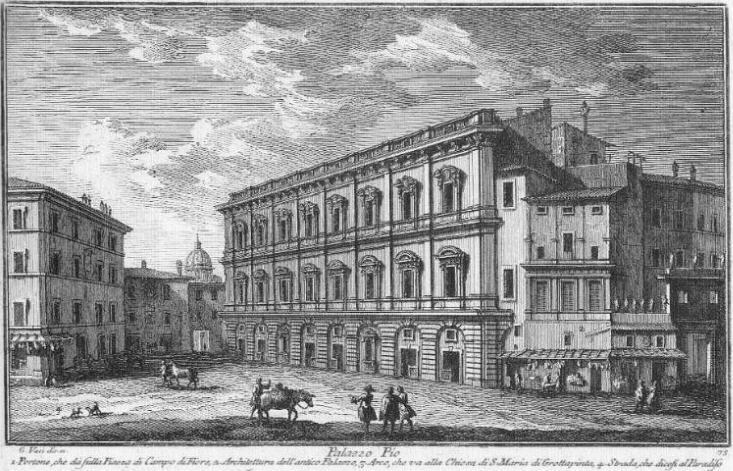
Retrato del Palazzo Pio hecho por Giuseppe Vasi en 1754

El Palazzo Orsini Pio Righetti es un palacio en Roma (Italia), en el distrito de Parione. Este edificio fue levantado alrededor de 1450, construido encima de las ruinas del Templo de Venus Victrix del Teatro de Pompeyo. En el siglo XVII la fachada fue rediseñada. El Palazzo Pio tiene vistas a otras zonas vecinas de Campo de' Fiori y Piazza del Biscione.